# Елі Вітні
Елі (Ілай) Вітні (англ. Eli Whitney; 8 грудня 1765 — 8 січня 1825) — американський винахідник і промисловець, який зробив ключові винаходи у промисловій революції і закладав основи масового виробництва. Його ім'я пов'язане з винаходом і вдосконаленням бавовноочищувальної машини (Cotton gin), яка буквально зробила переворот у ткацькій промисловості. Так само його ідея взаємозамінності і стандартизації деталей машин стала одним з основних принципів машинобудування.

## Ранні роки
Син багатого фермера з Нової Англії, Елі з дитинства захоплювався технікою і проявляв конструкторські здібності. Зокрема, працюючи помічником коваля у ранній молодості, він розробив машину для виготовлення цвяхів. Елі був старшою дитиною з кількох дітей батька (теж Елі) і його дружини Елізабет Фей, тому, коли мати рано померла, він мав допомагати батькові утримувати родину. Через це батько довго не дозволяв синові продовжувати навчання у вищій школі. Аж у віці 23 років він поступив до Єльського коледжу (з 1886 — Єльський університет), після закінчення якого він отримав місце домашнього вчителя на одній з плантацій у штаті Джорджія.

## Історія винаходу бавовноочищувальної машини
Юридична освіта, здобута в коледжі, не завадила Вітні реалізувати себе у техніці і навіть допомагала йому при численних судових тяганинах про пріоритет зроблених ним винаходів. Так було, зокрема з бавовноочищувальною машиною, які він замислив, спостерігаючи за марудною роботою ручної очистки бавовни. Відтак машина була зроблена, однак його авторство винаходу заперечувалося деякими дослідниками, які стверджували, що машину винайшла Катаріна Літтлфілд Ґрін (Catherine Littlefield Greene), власниця ферми, на якій він працював. Необхідність механізацію очисти бавовни у південних штатах була очевидною, з огляду на велику кількість сировини бавовни, що заповідало можливість масового виробництва бавовняних тканин. Ідея машини складалася в тому, що спеціальні гачки, розміщені на валу, який обертався довкола ґрат з малими чарунками, мали захоплювати волокна бавовни і витягувати їх через ґрати, в той час як зернятка залишалися за нею. Машина була запатентована у 1794 році, але від цього Вітні мав мало користі, бо ідея машини могла бути легко реалізованою у піратських копіях, що, власне, і говорило про її велику потребу. У 1793 році весь американський Південь виробляв близько десяти тисяч тюків бавовни, а у 1820 році вже майже півмільйона, ще через тридцять років ця кількість виросла в десять разів.

## Реалізація ідеї взаємозамінності
У ті часи багато виробів виготовлялося індивідуально, а на кожному підприємстві існували свої стандарти для виготовлення дрібних деталей. Навіть гайки, виготовлені на одному підприємстві, часом не підходили для гвинтів, зроблених на іншому. Вітні зрозумів, що для масового виробництва і довготривалості роботи будь-яких виробів необхідно, щоб їхні деталі були взаємозамінними, тобто стандартизованими. Цю ідею він реалізував при виробництві мушкетів, на що отримав замовлення від уряду США у 1798 році. Виконуючи замовлення із застосуванням своєї ідеї, він також розвивав нові технології металообробки і зборки деталей, які значною мірою зменшували потребу професійних навичок майстрів. Однак і ідея взаємозамінності визрівала в головах багатьох інженерів тих часів. У літературі можна знайти імена різних винахідників, які більш-менш використовували її в деяких виробництвах. Це просто була потреба часу. Так само інколи заперечується першість Вітні в винаході фрезерувального верстата. Однак реалізація будь-якої ідеї обумовлена не тільки розумом винахідника, але й певними рисами його характеру, які, безперечно, мав Вітні.

## Приватне життя і смерть
Вітні добре усвідомлював значення соціальних і політичних зв'язків. При організації виробництва мушкетів, він повною мірою скористалися тим доступом, що його відкривав статус Єльського випускника, коли від мав друзів зі студентської лави серед впливових урядовців США, зокрема в міністерстві фінансів.
Його 1817 шлюб з Генрієтто Едвардс, внучкою знаменитого євангеліста Джонатана Едвардса і дочкою Пирпонта Едвардса, лідера Демократичної партії в штаті Коннектикут і двоюрідного брата президента Єльського університету Тімоті Дуайта, добре прив'язали його до правлячої еліти. У бізнесі багато залежить від державних контрактів і подібні зв'язки мають важливе значення для успіху.
Вітні помер від раку простати у Нью-Гейвені, штат Коннектикут, всього через місяць після свого 59-го дня народження. Він залишив дружину і четверо дітей. Навіть коли хворів, він винайшов і побудував кілька пристроїв для механічного полегшення болю. Ці пристрої, креслення з яких хоч і вміщено в його збірці, так і не були ніколи використані через небажання спадкоємців займатися «неделікатними» предметами.